# Alejandro Rafael Acosta
Alejandro Rafael Acosta, vollständiger Name Alejandro Rafael Acosta Cabrera, (* 2. Oktober 1990 in Montevideo) ist ein uruguayischer ehemaliger Fußballspieler.

## Karriere
Der 1,70 Meter große Offensivakteur, teils auch als Defensivspieler geführte Acosta steht mindestens seit der Saison 2013/14 beim seinerzeitigen Zweitligisten Club Atlético Atenas im Kader. Beim Verein aus San Carlos absolvierte in jener Spielzeit 2013/14 20 Spiele in der Segunda División. Dabei erzielte er drei Tore. Am Saisonende stieg sein Verein in die höchste uruguayische Spielklasse auf. In der Saison 2014/15 wurde er 27-mal (fünf Tore) in der Primera División eingesetzt. Anfang Juli 2015 wechselte er nach Tschechien zu Bohemians Prag 1905. Dort bestritt er 25 Erstligaspiele (sechs Tore) und kam einmal (kein Tor) im nationalen Pokalwettbewerb zum Einsatz. Zur Jahresmitte 2016 schloss er sich dem mexikanischen Klub CD Veracruz an. Nach zwei enttäuschenden Spielzeiten ging er für drei Jahre zurück nach Tschechien, um 2021 noch für Deportivo Maldonado aufzulaufen. Dies war seine letzte Karrierestation.